# 11017 Billputnam
11017 Billputnam (1983 BD) là một tiểu hành tinh vành đai chính được phát hiện ngày 16 tháng 1 năm 1983 bởi E. Bowell ở trạm Anderson Mesa thuộc Đài thiên văn Lowell.